# Valerij Pilipovics Borzov
Valerij Pilipovics Borzov (ukránul: Валерій Пилипович Борзов, oroszul: Валерий Филиппович Борзов, Valerij Filippovics Borzov) (Szambir, 1949. október 20. –) olimpiai és Európa-bajnok ukrán atléta, rövidtávfutó. Visszavonulása után politikai karrierbe kezdett, 1991 és 1996 között Ukrajna ifjúsági- és sportminisztere, majd 1996 és 1997 között az Ifjúsági és Sportminisztérium államtitkára volt.

## Sportpályafutása
1968-ban kezdte sportolói pályafutását, első jelentősebb sikerét az 1969-es atlétikai Európa-bajnokságon aratta, ahol 100 méteres síkfutásban aranyérmet szerzett. Az 1971-es atlétikai Európa-bajnokság duplázni tudott, miután a 100 méter mellett a 200 métert is megnyerte. Az 1972-es olimpián mindkét sprintszámban olimpiai bajnokká avatták, valamint ezüstérmet szerzett a 4 × 100 m-es váltó tagjaként. Érdekesség, hogy a 100 méter negyeddöntője előtt elaludt, így majdnem lekéste a futamát. Az 1976-os olimpiáig eltelt négy évben tanulmányaival foglalkozott, belekóstolt  a labdarúgás világába, igaz, így is Európa-bajnok lett 1974-ben a római kontinensviadalon 100 méteres síkfutásban. Montréalban két bronzérmet szerzett 100 méteren és a 4 × 100-as váltóval. Tartós sérülései miatt le kellett mondania arról, hogy részt vegyen harmadik olimpiáján, így 1979-ben bejelentette visszavonulását.

## Politikai karrierje
Borzov politikai karrierje 1970-ben indult, miután belépett az ukrán Komszomolba. 1980 és 1986 között a Központi Bizottság egyik főtitkára. 1991-től 1998-ig az Ukrán Olimpiai Bizottság elnöke volt, 1994 óta a Nemzetközi Olimpiai Bizottság tagja. 1990-től 1997-ig az újonnan alakult Ifjúsági és Sportminisztérium első embere. 1998 és 2006 között volt tagja az ukrán Parlamentnek. Az Ukrán Szociáldemokrata Párt színeiben politizált, amelynek megalakulása óta tagja volt.

## Magánélete
1977-ben házasodott össze a tornász Ljudmila Turiscsevával, aki szintén szovjet színekben lett olimpiai bajnok. Egy év múlva született meg gyermekük, Tetyana.

## Képgaléria

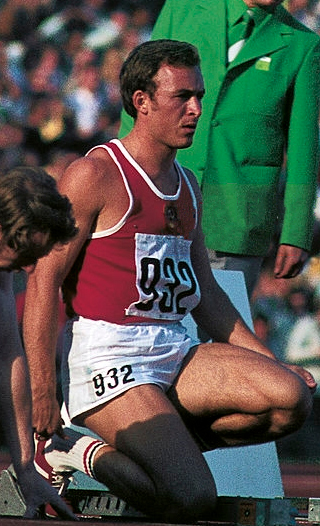
Borzov az 1972-es olimpián
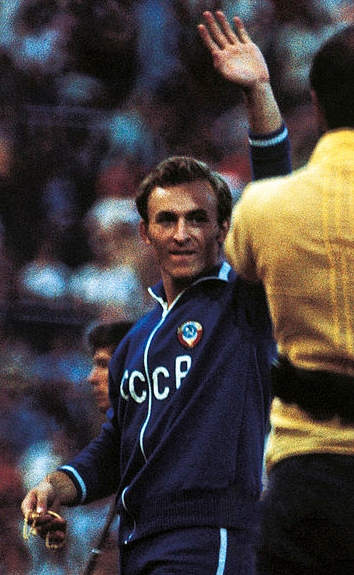
Borzov az aranyéremmel Münchenben

## Bibliográfia
- Valeriy Borzov. 10 Seconds – The Whole Life [archivált változat] (orosz nyelven). Moscow: Fizkultura i sport (1982). Hozzáférés ideje: 2016. szeptember 17. [archiválás ideje: 2007. július 7.]